# Rehearsals for Retirement
Albums de Phil Ochs
Tape from California
(1968) Greatest Hits
(1970)
Rehearsals for Retirement est le sixième album de Phil Ochs, sorti le 16 mai 1969 sur le label A&M Records.

## Titres
Toutes les chansons sont écrites et composées par Phil Ochs.
| 1. | Pretty Smart on My Part                                                                     | 3:18 |
| 2. | The Doll House                                                                              | 4:39 |
| 3. | I Kill Therefore I Am                                                                       | 2:55 |
| 4. | William Butler Yeats Visits Lincoln Park and Escapes Unscathed / Where Were You in Chicago? | 3:29 |
| 5. | My Life                                                                                     | 3:12 |

| 6.  | The Scorpion Departs but Never Returns           | 4:15 |
| 7.  | The World Began in Eden and Ended in Los Angeles | 3:06 |
| 8.  | Doesn't Lenny Live Here Anymore?                 | 6:11 |
| 9.  | Another Age                                      | 3:42 |
| 10. | Rehearsals for Retirement                        | 4:09 |

## Musiciens
- Phil Ochs : chant, guitare
- Lincoln Mayorga : piano, accordéon
- Bob Rafkin : guitare, basse
- Kevin Kelley : batterie ? (incertain)
- Ian Freebairn-Smith : arrangements